# Kiss (film)
Kiss je experimentální černobílý film vytvořený v roce 1963 Andy Warholem. Jedná se o jeden z prvních filmů natáčených v jeho The Factory. Warhol ve filmu natočil několik heterosexuálních i homosexuálních párů při líbání. Film trvá přibližně 55 minut.

## Hudba
Původní film neobsahuje žádnou hudbu, ale několik hudebníků jej při pozdějších promítáních doprovázelo. Velšský hudebník a skladatel John Cale, který s Warholem v šedesátých letech spolupracoval coby člen kapely The Velvet Underground, vydal v roce 1997 album Eat/Kiss: Music for the Films by Andy Warhol, které obsahuje právě hudbu k tomuto filmu. V roce 2019 vlastní hudbu k filmu představila Kim Gordon.